# Summer Eyes (ユン・サンヒョンの曲)
Summer Eyes（サマー・アイズ）は、ユン・サンヒョンの3rdシングルである。
- ジャケットと収録曲の違いにより、A盤(POCE-32004) とB盤(POCE-32005)の2種が同時発売。
- A盤にはジャケットサイズフォトカード、B盤にはジャケットサイズカレンダーを封入。
- A・B盤2種同時購入特典のイベント参加券封入。（初回受注分のみ）

## 収録曲
- A盤

1. Summer Eyes（4:41）
  - 作詞・作曲：久保田利伸、編曲：伊藤大和
2. LAST CALL（6:03）
  - 作詞・作曲：中西保志、編曲：Takashi Nagasawa
3. 愛はどうすることもできないね（3:26）
  - 作詞：ヤン・ジェソン、作曲：シン・インス、編曲：Takashi Nagasawa
4. Summer Eyes（Instrumental）
5. LAST CALL（Instrumental）
6. 愛はどうすることもできないね（Instrumental）

- B盤

1. Summer Eyes（4:41）
  - 作詞・作曲：久保田利伸、編曲：伊藤大和
2. LAST CALL（6:03）
  - 作詞・作曲：中西保志、編曲：Takashi Nagasawa
3. 見つめる（4:48）
  - 作詞：チョン・ジンファン、作曲：チョン・ジュンギュ、編曲：Takashi Nagasawa
4. Summer Eyes（Instrumental）
5. LAST CALL（Instrumental）
6. 見つめる（Instrumental）

## 解説
- A盤

1. Summer Eyes
  - 1996年に久保田利伸がリリースしたアルバム「LA・LA・LA LOVE THANG」に収録されていた曲のカバー。
2. LAST CALL
  - 1993年に中西保志がリリースしたシングルのカバー。中西保志のカバー曲は「最後の雨」に続き2曲目となる。
3. 愛はどうすることもできないね
  - 韓国で2009年に放送された本人主演ドラマ「お嬢さまをお願い!《아가씨를 부탁해》」（KBS）の挿入歌。今回のシングル収録に際して大幅なアレンジが施されている。

- B盤

1. Summer Eyes、LAST CALLはA盤と同様
2. 見つめる
  - 韓国で2010年に放送された本人出演ドラマ「シークレット・ガーデン《시크릿가든》」（SBS）の劇中歌。こちらはオリジナルの雰囲気を多く残したアレンジがされている。